# 더 미동
주식회사 더 미동(영어: THE MIDONG)은 서울 서초구에 본사를 둔 차량용 블랙박스 제조업체이다.

## 역사 및 현황
2009년 6월 24일 미동전자통신이라는 법인으로 설립되었으며, 2013년 11월 13일에 코스닥 시장에 상장하였다. 2015년에는 중국 자본에 인수되었으며, 2016년 4월 18일에 상호를 미동전자통신에서 미동앤씨네마로 상호를 변경하였다.2018년 11월 12일에는 사명을 미동앤씨네마에서 더 미동으로 상호를 변경하였다.그러나 2024년 6월 3일 코스닥시장위원회는 상장 폐지 의결을 하였고, 동년 6월 17일에 상장폐지 되었다.